# Čivčije Osječanske
Čivčije Osječanske (cyr. Чивчије Осјечанске) – wieś w Bośni i Hercegowinie, w Republice Serbskiej, w mieście Doboj. W 2013 roku liczyła 294 mieszkańców.